# サンディ・ショー
サンディ・ショー（Sandie Shaw、MBE、出生名：サンドラ・アン・グッドリッチ、1947年2月26日 - ）は、イングランドの歌手である。エセックス州ダゲナム生まれ。
「裸足の女王」として人気を博したスウィンギング・ロンドン時代の歌姫。誕生名「Sandra Ann Goodrich」で女性ポップ・シンガーとして活動。デビュー以降、イギリス、フランスなど欧州各国及びカナダ、オーストラリアなどでも人気を博し、1967年の「パリのあやつり人形 (Puppet On A String)」は、ユーロビジョン・ソング・コンテストの優勝曲となる。
1964年、パイ・レコードと契約してシングル「As Long As You're Happy Baby」でデビュー。同曲は不発に終わるが2曲目「恋のウェイト･リフティング ((There's) Always Something There To Remind Me)」が米国52位、英国1位を記録。1967年のユーロヴィジョン・コンテストで優勝。
以降、1964年から1994年にかけて通算で米国で3曲、英国で22曲がチャートイン。英国では8曲(1位3曲)がトップ10ヒットを記録するなど、1960年代後半の英国を代表する女性ポップ・シンガーとして成功を収める。1970年代以降は子育てに専念し、表立った活動はあまりなくなったが、1980年代からはアルバムもリリースした。
17歳のファースト・アルバムは、全英アルバムチャート第3位を記録した彼女の代表作。ボーナス・トラックには、全英ナンバーワン「恋のウェイト・リフティング」ほかの傑作シングルを収録。デビュー・アルバムと2枚目のアルバム現在はデジタルリマスター盤となっている。
作詞・作曲家のクリス・アンドリュース (Chris Andrews)が、英国でのトップ10ヒット中5曲を提供。

## 人物
学校卒業後、地元の自動車会社のオペレーターとして働きつつ、歌手になることを夢見ていた。1964年、17歳の時にアダム・フェイスのコンサート後に行われたオーディションで合格。歌手への道が本格的に開かれた。そしてアダム・フェイスのマネージャー、イヴ・テイラーと契約するが、彼女に「サンディ・ショー」という芸名を与え、裸足で歌うよう指示したのも彼であった。
同年7月、クリス・アンドリュース作のシングル「As Long As You're Happy Baby」でデビュー。チャート入りを逃すが、9月リリースのセカンド・シングル「恋のウェイト・リフティング」(作詞ハル・デヴィッド、作曲バート・バカラック。ルー・ジョンソンのカバー)がイギリスで1位に輝き、一気にスターへの仲間入りを果たす。その後も11月リリースのサード・シングル「I'd Be Far Better Off Without You」のB面曲「ガール・ドント・カム」（全英3位）、1965年2月リリースのシングル「恋はノーストップ」（全英4位）、5月リリースの「ロング・リヴ・ラヴ」（全英1位）、9月リリースの「Message Understood」（全英6位）、1966年1月リリースの「明日はお別れ」（全英9位）とクリス・アンドリュース提供楽曲でヒットを連発。
しかし8月リリースのシングル2枚「Run」（全英32位）と「Think Sometimes About Me」が全英トップ30入りを逃したこともあり、彼の楽曲をしばらく取り上げなくなる。そしてポール・ヴァンス&リー・ポックリスを起用した1967年1月リリースのシングル「I Don't Need Anything」（全英50位）もあまりヒットしなかったが、3月リリースのビル・マーティン＆フィル・コウルター作のシングル「パリのあやつり人形」でヨーロッパ最大の音楽コンテスト「ユーロビジョン・ソング・コンテスト」に出場して見事優勝。イギリスのチャートでも久々に1位を獲得する。その「ユーロビジョン・ソング・コンテスト」優勝もあり、その後も7月リリースした同じくビル・マーティン&フィル・コウルター作の「Tonight In Tokyo」（全英21位）、9月にリリースしたクリス・アンドリュース作の「You've Not Changed」（全英18位）、1968年2月にリリースした同じくクリス・アンドリュース作の「Today」（全英27位）といったシングルもヒットとなった。
その後、彼女は結婚するが、4月と6月にリリースしたクリス・アンドリュース作の「Don't Run Away」と「Show Me」、8月にリリースしたハリー・ニルソン作の「Together」、9月にリリースされたジーン・ラスキン作でメリー・ホプキンのデビュー・シングルと競作となった「Those Were the Days（悲しき天使）」といったシングルはチャート入りを逃す。 しかし、イギリスのBBCテレビで彼女をメインにした番組が始まってからは、1969年1月にリリースしたクリスチャン・ブルーン&ピーター・カレンダー作のシングル「Monsieur Dupont」（全英6位）がイギリスでトップ10に入る大ヒットとなり、続く5月にリリースされたクリス・アンドリュース作のシングル「Think It All Over」（全英42位）もチャート入りするが、9月にリリースしたトニー・マコーレイ&ジョン・マクロード作のシングル「Heaven Knows I'm Missing Him Now」はチャート入りを逃してしまい、1970年代に入ってからもチャートに姿を見せることはなかった。
その後も育児を中心にしながらも歌手活動をマイペースに続けており、1984年には彼女の大ファンであるモリッシーが在籍するザ・スミスの「Hand In Glove」（全英27位）をカヴァーして再び注目を集めたりもしている。

## ディスコグラフィ
- 『サンディ』 - Sandie (1965年)
- 『ミー』 - Me (1965年)
- 『パペット・オン・ア・ストリング』 - Puppet On A String (1967年)
- Love Me, Please Love Me (1967年)
- The Sandie Shaw Supplement (1968年)
- Reviewing the Situation (1969年)
- Choose Life (1983年)
- 『ハロー・エンゼル』 - Hello Angel (1988年)